# 直撃LIVE グッディ!
『直撃LIVE グッディ!』（ちょくげきライブ グッディ!、英字表記：GOODY! GOOD DAY!）は、フジテレビ系列で2015年（平成27年）3月30日から2020年（令和2年）9月25日まで平日（月曜日から金曜日）の午後に生放送されていたワイドショー情報番組。新聞番組表ではスペースの都合（フルサイズ1行10文字）もあり『直撃ライブグッディ』とクレジットされていた。

## 概要
総合司会には、「トリビアの泉」で司会経験のある俳優の高橋克実と、これまで報道番組に携わってきた安藤優子を起用。
放送時間（月-金曜の14・15時台）は第1部（ネットワークセールス枠）と第2部（ローカルセールス枠）による2部構成であり、『知りたがり!』『アゲるテレビ』から引き継いでいる。これにより、フジテレビの月-金曜午後帯は当番組と同日にスタートした後座の『みんなのニュース』と合わせて5時間5分に渡る大型生放送ゾーンとなった。また、フジテレビでは当番組と『みんなのニュース』の開始に当たり「午後が変わる LIVE!」というキャンペーンフレーズを掲げ両番組をPRし、2番組合同のPRスポットも制作・放送された。なお、当時フジテレビ社長の亀山千広は、2014年当時から月-金曜午後のニュース・情報番組の強化を宣言していた。
本番組の開始に伴い、『バイキング』 は5分短縮で12:55終了に、13時台の『ライオンのごきげんよう』と「東海テレビ制作昼の帯ドラマ」 はそれぞれ従前から5分繰り上げのフライングスタートとする処置を取った。
題名の「グッディ!」は「良い1日を」を意味する「Good Day」と、子供が「いいね」の意味で使う「Goody」の2つの意味合いが込められている。
また番組のテーマとしては「フツーのニッポン人の見たい情報に日本一寄り添う“ちょっと硬派な、どワイドショー”」を目指している。世の中が刻々と動く午後に、様々なニュースや話題の現場を生放送の特性である速報性を重視して伝えることを目指すとしている。

## 番組の歴史

### 開始までの経緯
フジテレビでは河田町時代から午後のワイドショー枠として『3時のあなた』→『タイム3』→『タイムアングル』→『TVクルーズ となりのパパイヤ』→『3時ヨこい!』→『ビッグトゥデイ』→『2時のホント』を2000年3月まで放送。その後、『チャンネルα』を挟みながら『F2シリーズ』→『ひるこた!』と全編ローカルセールスの番組で月-金曜午後の情報番組を放送していたが（『ひるこた!』に限り、金曜のみの放送。）、2007年3月末をもって再度終了。2012年4月、『知りたがり!』を放送枠移動させ、全国ネットとしては12年ぶりに再度月 - 金曜午後枠を再開したが同番組は1年で終了し、2013年4月1日から『アゲるテレビ』を開始したが、9月27日で終了。再び撤退し再放送枠となっていた。
2014年7月11日、代表取締役社長（当時）の亀山千広が定例会見にて、平日午後2・3時台の報道・情報番組を再開させる検討を進めていることを示唆し、同年12月に同時間帯の情報番組再開を正式に発表する。番組総合司会には2015年春の改編により終了した夕方の報道番組『スーパーニュース』メインキャスターでフリーキャスターの安藤優子と、俳優業と並行して同局のバラエティ番組『トリビアの泉』や『爆笑レッドカーペット』で司会を務め情報番組初参加となる高橋克実が起用された。2015年2月4日、番組タイトルが正式に発表された。
2015年3月30日に番組は華々しく船出を迎え、初回には同年4月期に木曜夜のドラマ枠で放送された連続ドラマ『医師たちの恋愛事情』に主演した俳優の斎藤工が生出演した。

### 放送時間拡大・10分繰り上げスタート
2016年4月4日からの春改編で番組全体の放送時間を従前より10分繰り上げ、13:45 - 15:50にすることが公表された。さらに、第1部は13:45 - 14:50、第2部は14:50 - 15:50に枠拡大となるよう、それぞれ変更される。これは「ライブのフジテレビ」をキャッチフレーズとし、『ごきげんよう』『東海テレビ制作昼の帯ドラマ』を終了させ『バイキング』と前後を生放送でつなぎ、4時から19時までの15時間連続で「国分太一のおさんぽジャパン」を除いて生放送とする改編とした。
それに先駆け、同年3月28日放送分から番組初の大規模リニューアルが実施され、番組ロゴ、スタジオセット、テロップ類が一新された。同年4月1日をもって、番組スタート時からお天気キャスターを務めていた樋口が降板、翌週4月4日の枠拡大後からNHK総合テレビ『NHKニュース7』の気象キャスターを務めていた寺川奈津美が樋口の後任として天気キャスターを務めることになった。

### 番組の終焉
スポーツ報知などの報道によると、2020年9月末（秋の番組改編時期）に当番組を終了させ、同年10月以降フジテレビの平日午後については、それまで当番組の前座の時間帯で放送されていた情報バラエティー番組『バイキング』を14:45までの約3時間枠に拡大し、その後再放送枠を挟んで夕方の報道ワイド番組『Live News イット!』へと繋ぐ番組編成を検討していると報じられた。また、新型コロナウイルスの感染拡大による影響や近年の視聴率不振により広告収入が大幅に落ち込んだフジテレビが出演者に高額な出演料を支払っている番組の見直しに着手したことや、平日午後の視聴率争いで『情報ライブ ミヤネ屋』（日本テレビ系・読売テレビ制作）や『ゴゴスマ -GO GO!Smile!-』（TBSテレビ系・CBCテレビ制作）に後塵を拝していたこともあり、局内では同年9月末で番組を終了することを7月初めに決定した。
フジテレビ側は終了報道が出た当初、「改編についてまだ正式には決まっていない」としていた が、2020年7月21日に『バイキング』を同年9月28日から『バイキングMORE』に改題リニューアルさせた上で、放送時間を14:45まで拡大すると正式に発表。同時に、当番組が同月25日の放送をもって終了することが正式発表された。最終週では高橋と安藤による番組初ロケ（倉田も同行）の模様を放送。
また、安藤は当番組の終了と同時に『FNNスーパータイム』に出演するようになった1987年10月以降33年間続いてきたフジテレビの報道・情報番組へのレギュラー出演も終了した。その他、安藤以外の番組終了時点での出演者のうち、宮澤智（フジテレビアナウンサー）は2020年10月からBSフジで開始される平日夜の報道番組『プライムオンラインTODAY』に異動となったほか、フィールドキャスターとして出演していた立本信吾（フジテレビアナウンサー）は2020年9月28日から『情報プレゼンター とくダネ!』に異動となった。
グッディ出演者のうち竹山は『バイキングMORE』の曜日レギュラーとなった（カンニング竹山名義）。その他、フィールドキャスターでは大村正樹と広瀬修一、ナレーターでは仮屋昌伸と森一丁が継続して出演する。また、当番組で使われていたV1スタジオは、2020年9月28日から『バイキングMORE』がV7スタジオから移動した。そのほか、『バイキング - 』は第2制作室から情報制作局に制作部署が移管され、当番組の一部スタッフが合流したほか、フジテレビ報道局との制作協力関係も同番組に引き継がれた（当番組で実施されていたリアルタイム字幕放送も『バイキング - 』へ移行した）。

## 関東地区での視聴率
初回（2015年3月30日）に第1部3.6%・第2部2.5%を記録（ビデオリサーチ調べ、関東地区・世帯・リアルタイム。以下略）。以後、平均視聴率が1 - 4％、最高でも4%台と枠移動後の『知りたがり!』や『アゲるテレビ』同様低迷しており、同年7月14日に第1部1.7%・第2部1.1%を記録し、第2部については番組開始以来最低の数字を記録するなど、苦戦がなおも続いた。2015年8月の段階で『情報ライブ ミヤネ屋』が概ね8 - 10%の視聴率を獲得しているのに対し、本番組および本番組と同日にTBSテレビでネット受けを開始した『ゴゴスマ -GO GO!Smile!-』（CBCテレビ制作・TBSテレビ等一部系列局でもネット受け）は、いずれも2 - 3%の視聴率の獲得に留まっていた。
しかし2016年5月の段階で、12・13・16日・17日の順に、本番組第1部が3.0%・4.2%・3.1%・4.6%（17日の第2部は4.5%）、『ミヤネ屋』が6.3%・7.3%・7.8%・10.2%、『ゴゴスマ』が1.8%・2.4%・1.7%・4.1%をそれぞれ記録しており、番組開始当初より若干視聴率は向上している。その後、『ミヤネ屋』は6%程度になったの対し、本番組第1部が5%程度を記録するようになった。
2019年7月22日週には1部の週間視聴率が過去最高を更新する6.9％を記録。2部も2018年1月1日週と並ぶ番組最高タイである、6.0％を記録した。
末期は『ミヤネ屋』が6.5 - 7.5％、『ゴゴスマ -GO GO!Smile!-』が5 - 6％に対して、本番組は4 - 5％で推移していた。

## テーマ曲
- 「午後はGOODY GOODY」（2015年3月30日 - 2020年9月25日、作曲：pal@pop、JASRAC作品コード：208-5805-1）[30]
  - オープニング、エンディングともに使用。
  - エンディングではこのBGMをバックに最後にレギュラー陣でポーズと共に「せーの、グッディ!」と言って終了している（時間内に収まらず切れる場合もあり）。ただし、放送予定の大幅変更、災害系などの重大な事件、エンドニュースの内容によってはポーズはせず自粛する場合もある。

## 出演者 （番組終了時点）
| 月曜日 | 火曜日                     | 水曜日                     | 木曜日                     | 金曜日                     |
| 総合司会(メインキャスター) | 総合司会(メインキャスター) | 総合司会(メインキャスター) | 総合司会(メインキャスター) | 総合司会(メインキャスター) |
| --- | -------------------------- | -------------------------- | -------------------------- | -------------------------- |
| 高橋克実 |                            |                            |                            |                            |
| 安藤優子 |                            |                            |                            |                            |
| 倉田大誠（フジテレビアナウンサー） |                            |                            |                            |                            |
| 進行キャスター(アシスタント) |                            |                            |                            |                            |
| 宮澤智（フジテレビアナウンサー） |                            |                            |                            |                            |
| 日替わりパネラー（曜日別パーソナリティー） |                            |                            |                            |                            |
| 斎藤司（トレンディエンジェル） | 高橋茂雄（サバンナ）       | 竹山隆範（カンニング）     | ヨネスケ                   | 土屋礼央（RAG FAIR）       |
| 日替わりコメンテーター（曜日別コメンテーター） |                            |                            |                            |                            |
| 伊藤洋一 | 北村晴男                   | 生稲晃子                   | 田村勇人                   | 木村太郎                   |
| 不定期出演パネラー |                            |                            |                            |                            |
| 浜谷健司（ハマカーン） 武井壮（2015年5月25日 - ） 向井慧（パンサー）（2015年10月5日 - ） 照英 ヒデ（ペナルティ） くわばたりえ（クワバタオハラ） 的場浩司 |                            |                            |                            |                            |
| 不定期出演コメンテーター |                            |                            |                            |                            |
| 田崎史郎（時事通信社特別解説委員） 尾木直樹（法政大学特任教授・教育評論家） 石澤靖治（学習院女子大学学長） 松野良一（中央大学教授） 軍地彩弓（雑誌編集者） 大島新（テレビディレクター、ネツゲン代表取締役） 田丸みゆき（京菓匠 笹屋伊織 女将） ナカムラケンタ（株式会社シゴトヒト代表取締役） 長谷川聖子（メディアプロデューサー） 光岡ディオン（ラジオパーソナリティ） 横江公美（東洋大学グローバルイノベーション学科研究センター研究員） 野田稔（明治大学大学院教授） 金泉俊輔（週刊SPA!編集長） 西園寺薫（「LEON」元総編集長・コンテンツプロデューサー） 遼河はるひ（女優・タレント） 中山エミリ（女優・タレント） 小柳ルミ子（歌手・女優） 岡田眞善（俳優・ラジオパーソナリティ） |                            |                            |                            |                            |
| 芸能担当 |                            |                            |                            |                            |
| 荒木田範文（週刊女性記者） 長谷川まさ子（芸能リポーター） |                            |                            |                            |                            |
| マスコット界のご意見番 |                            |                            |                            |                            |
| つば九郎（プロ野球・東京ヤクルトスワローズマスコットキャラクター） |                            |                            |                            |                            |
| フィールドキャスター |                            |                            |                            |                            |
| 大村正樹 広瀬修一 立本信吾（フジテレビアナウンサー） 木下康太郎（フジテレビアナウンサー） |                            |                            |                            |                            |
| コーナーレギュラー（最新ニュース） |                            |                            |                            |                            |
| 佐々木恭子（フジテレビアナウンサー、月曜日 - 水曜日、2019年4月2日 - ） 福原直英（フジテレビアナウンサー、木曜日・金曜日、2019年4月4日 - ） |                            |                            |                            |                            |
| 気象予報士 |                            |                            |                            |                            |
| 寺川奈津美 |                            |                            |                            |                            |

## 歴代の出演者

### キャスター
| 期間      | 期間       | 総合司会          | 総合司会          | 総合司会          | 総合司会            | アシスタント ↓ 進行キャスター | 情報キャスター |
| 期間      | 期間       | 男性              | 男性              | 男性              | 女性                | アシスタント ↓ 進行キャスター | 情報キャスター |
| 期間      | 期間       | 月                | 火・金            | 水・木            | 女性                | アシスタント ↓ 進行キャスター | 情報キャスター |
| --------- | ---------- | ----------------- | ----------------- | ----------------- | ------------------- | ----------------------------- | -------------- |
| 2015.3.30 | 2016.10.31 | 高橋克実          | 高橋克実          | 高橋克実          | 安藤優子            | 三田友梨佳                    | 倉田大誠       |
| 2016.11.1 | 2016.11.30 | 八嶋智人          | 八嶋智人          | 高橋克実          | 安藤優子            | 三田友梨佳                    | 倉田大誠       |
| 2016.12.1 | 2016.12.28 | 八嶋智人          | 八嶋智人          | 八嶋智人          | 安藤優子            | 三田友梨佳                    | 倉田大誠       |
| 2017.1.5  | 2018.3.30  | 高橋克実          | 高橋克実          | 高橋克実          | 安藤優子            | 三田友梨佳                    | 倉田大誠       |
| 2018.4.2  | 2018.6.8   | 高橋克実          | 高橋克実          | 高橋克実          | 安藤優子 三田友梨佳 | （不在）                      | （不在）       |
| 2018.6.11 | 2018.7.27  | 八嶋智人          | 八嶋智人          | 八嶋智人          | 安藤優子 三田友梨佳 | （不在）                      | （不在）       |
| 2018.7.30 | 2019.3.29  | 高橋克実          | 高橋克実          | 高橋克実          | 安藤優子 三田友梨佳 | （不在）                      | （不在）       |
| 2019.4.1  | 2019.5.31  | 高橋克実 倉田大誠 | 高橋克実 倉田大誠 | 高橋克実 倉田大誠 | 安藤優子            | 宮澤智                        | （不在）       |
| 2019.6.3  | 2019.7.5   | 高橋克実 倉田大誠 | 倉田大誠          | 倉田大誠          | 安藤優子            | 宮澤智                        | （不在）       |
| 2019.7.8  | 2019.7.26  | 高橋克実 倉田大誠 | 高橋克実 倉田大誠 | 倉田大誠          | 安藤優子            | 宮澤智                        | （不在）       |
| 2019.7.29 | 2020.9.25  | 高橋克実 倉田大誠 | 高橋克実 倉田大誠 | 高橋克実 倉田大誠 | 安藤優子            | 宮澤智                        | （不在）       |

高橋・安藤・八嶋以外は全員フジテレビアナウンサー（出演当時の者を含む）。

### 日替わりパネラー・ニュース・天気
| 期間      | 期間      | パネラー        | パネラー             | パネラー               | パネラー       | パネラー                                  | ニュース   | ニュース   | ニュース | 天気       |
| 期間      | 期間      | 月              | 火                   | 水                     | 木             | 金                                        | 月         | 火・水     | 木・金   | 天気       |
| --------- | --------- | --------------- | -------------------- | ---------------------- | -------------- | ----------------------------------------- | ---------- | ---------- | -------- | ---------- |
| 2015.3.30 | 2015.5.29 | マキタスポーツ  | 高橋茂雄（サバンナ） | 竹山隆範（カンニング） | 川島明（麒麟） | 土田晃之                                  | 境鶴丸     | 奥寺健     | 境鶴丸   | 樋口康弘   |
| 2015.6.1  | 2015.9.25 | マキタスポーツ  | 高橋茂雄（サバンナ） | 竹山隆範（カンニング） | 川島明（麒麟） | 土田晃之                                  | 伊藤利尋   | 伊藤利尋   | 伊藤利尋 | 樋口康弘   |
| 2015.9.28 | 2016.4.1  | 東貴博（Take2） | 高橋茂雄（サバンナ） | 竹山隆範（カンニング） | 川島明（麒麟） | 土田晃之                                  | 伊藤利尋   | 伊藤利尋   | 伊藤利尋 | 樋口康弘   |
| 2016.4.4  | 2017.3.31 | 東貴博（Take2） | 高橋茂雄（サバンナ） | 竹山隆範（カンニング） | 川島明（麒麟） | 土田晃之                                  | 伊藤利尋   | 伊藤利尋   | 伊藤利尋 | 寺川奈津美 |
| 2017.4.3  | 2018.3.30 | （不在）        | 高橋茂雄（サバンナ） | 竹山隆範（カンニング） | 川島明（麒麟） | 斎藤司（トレンディエンジェル） 石井てる美 | 伊藤利尋   | 伊藤利尋   | 伊藤利尋 | 寺川奈津美 |
| 2018.4.2  | 2018.9.28 | 斎藤司          | 高橋茂雄（サバンナ） | 竹山隆範（カンニング） | ヨネスケ       | 石井てる美                                | 倉田大誠   | 倉田大誠   | 倉田大誠 | 寺川奈津美 |
| 2018.10.1 | 2019.3.29 | 斎藤司          | 高橋茂雄（サバンナ） | 竹山隆範（カンニング） | ヨネスケ       | 土屋礼央                                  | 倉田大誠   | 倉田大誠   | 倉田大誠 | 寺川奈津美 |
| 2019.4.1  | 2020.9.25 | 斎藤司          | 高橋茂雄（サバンナ） | 竹山隆範（カンニング） | ヨネスケ       | 土屋礼央                                  | 佐々木恭子 | 佐々木恭子 | 福原直英 | 寺川奈津美 |

### 不定期出演コメンテーター
- 風間晋（フジテレビ解説委員）[注 23]

### フィールドキャスター
- 宮本賢一
- 武田祐子（当時フジテレビアナウンサー）[注 24]
- 酒主義久（フジテレビアナウンサー）

## 番組の流れ（番組終了時点）
何れも重大事件・事故発生時や番宣の関係でゲストが出演する場合など、編成・構成上の都合や番組自体の短縮版の放送等で番組内容やコーナー開始時間が変更または休止となることがあった。
バイキング×グッディ! 最新ニュース言いたい放題
『バイキング』のスタジオとの相互生中継方式による前座コーナーで、2016年4月4日から放送。最新ニュース3項目について、総合司会全員（高橋・安藤・三田→倉田）と『バイキング』総合MC・坂上忍の間でクロストークを展開していた。開始当初は高橋・安藤のみ出演だったが、進行担当だった三田が2018年4月から総合司会へ昇格したことを機に、三田の後任アナを含めて3人が登場する。クロストーク中に『バイキング』の放送終了と『グッディ!』の放送開始時刻の13:45を迎えていた。2018年6月11日から7月13日までは放送開始時刻が13:50のためこのコーナーは放送されず、番組スタートと同時にオープニングタイトルCGが流れた後スタジオ挨拶という流れとなっていた。
なお、番組開始当初から2016年3月までは前時間帯の東海テレビ制作の帯ドラマの本編終了後に生放送のクロスプログラム（15秒）があり、高橋と安藤が第1部で放送予定の内容から2項目程度VTRと共に伝えた後、スタジオに切り替わり、カメラが2人へズームし「『グッディ!』はこの後すぐ!!」と言いながら『グッディ!』ポーズを取っていた。このクロスプログラムの後、ステブレCMを挟んで本編が始まっていた。
午後イチ最新ニュース
2019年9月30日から放送。「最新ニュース言いたい放題」の終了後に宮澤が放送開始時点の速報ニュースを数項目伝えていた。
報道センターから最新ニュース
第2部終盤でV9スタジオから、後座番組『Live News it!』の情報キャスター（月曜 - 水曜は佐々木恭子、木曜・金曜は福原直英）が最新ニュースを2項目 - 3項目伝えていた。時間が有る時は3項目で、時間が無い時は2項目最新のニュースをお伝えしていた。当コーナーの映像は前番組「アゲるテレビ」同様、放送直後からFNN公式サイトから「動画ニュース」として随時配信されていた。
2016年4月 - 2016年6月まではその日に扱うニュースによっては変更が度々有ったが、同年7月から2017年3月31日までは第2部の15:35頃からの放送に、同年4月3日から一時期までは15:42頃 - 15:46頃の放送に固定されていたが、後述のお天気マニアの時間変更に伴い、15:35頃からの放送に戻された。
テラカワのお天気マニア・お天気ラボ
2016年4月4日開始。気象予報士の寺川奈津美が担当し、『ぐっちーのお天気解説』の後継コーナーかつ前コーナー同様、超巨大モニターを使ってバーチャルで伝え、その後の全国の天気・気温を伝えていた。天気情報に関する用語や、翌日の全国の天気・気温について特に注目する所が有る時は「〇〇にズームしましょう〜」と右手で〇を作って右目を隠す仕草で超巨大モニターをズームさせてバーチャルで伝えていた。
開始当初から2017年3月31日までは第2部の15:40頃 - 15:45頃に放送。2017年4月3日から一時期までは14:47頃 - 14:50頃に固定されており、このコーナーを以て一部地域の飛び降りポイントとなっていたがその後再び第2部ラストのコーナーへと戻された。
エンディング
最新ニュースもしくはフジテレビからの番組・イベントの宣伝などを伝えた後、安藤が「さて今日（今週）も最後までご覧くださいまして、ありがとうございました。私たちはまた明日（来週）お目にかかります。せーの、グッディ!」と挨拶し、出演者全員で「グッディ!」ポーズを取り番組は終了。放送終了後、関東地区では夕方のニュースワイド番組『Live News it!』の15秒生予告を挟んで『メディアミックスα』に接続していた。

### 過去のコーナー
○月○日のLIVE!（2015年3月30日 - 4月1日）
オープニングコーナー。速報ニュースを中心にイマの動きを捉えたニュースをラインナップ。わずか3回（3日間）のみで終了。
このニュース知ってました?（2015年3月30日 - 6月）
第2部で放送。ニュース番組では教えてくれないトピックを高橋と倉田が紹介。専門誌やサイトの協力を得て独自の視点で話題をまとめる。
カッツミーのニッポン人まとめ。（放送開始 - 2015年9月25日）
エンドコーナー。日常の「あるある」「生活の知恵」などをアンケート調査しカッツミーの独断でまとめ、3つのエピソードを発表。
カッツミーのガンバってるよ!あっぷっぷっ（2015年9月28日 - 2016年3月25日）
2015年9月29日からスタートし、同年9月25日で終了した"カッツミーのニッポン人まとめ"の後継コーナー。夢に向かって頑張る人をインタビューし、最後はにらめっこをする。
ディレクターノート（2015年9月28日 - 10月）
当番組のディレクターが一つの事象に真剣に向き合い、取材の中で見えた事を伝える。
曜日別コーナー
「今どきクイズこれナンダイ?」 - イマドキのキーワードやニューズ用語をシニア世代にクイズ形式で聞く。
「解明!オトコの行動学」 - 女性たちが知らない男の本音や意外な行動を明らかにする。
「教えて!プロの選択」 - その道を極めるプロ達が私生活で実践していることをアンケート調査する。
「あの日に学ぼう!まとめてSTUDY」 - 過去の出来事を“同じくくり”でまとめ、振り返る事で教訓を得る。
「マサカ!に備えよ」 - いつあなたに起こるか分からない危機をマサカの事態に備えるテクニックを得る。
曜日別コーナー
第2部で放送。ただし、いずれのコーナーも曜日別の固定ではなく不定期となっている。
「気になったのでついてった」 - 街で気になる人にガチで同行取材をお願いし、行き先についていくことで今の日本人の生態を明らかにする。
「つぶやきシローのソレおかしくない?」 - つぶやきシローがマナー問題など言われてみれば確かに気になる習慣に独自の視点で突っ込みを入れる。
「大村晟のお役に立ちたい!」 - 2015年7月30日開始。大村がシニア世代のためにお手伝いする。
「お手並み拝見！あなたの逸品」 - 2015年10月2日開始。街行く人に高級食材を見せ、その食材を使って料理を作ってもらう。
「この街○○ベスト11」 - 2015年10月6日開始。ある特定の街にスポットを当て、その街のある特定の分野のベスト11を数珠つなぎで決める。
アンドーがゆく!（不定期）
2015年7月7日開始。安藤が様々な現場からリポートする。
直撃LIVE（不定期）
2015年6月8日開始。ニュースな人物に本音を直撃するコーナー。
ぐっちーのお天気解説
樋口康弘気象予報士が放送終了後3時間、夜7時までの天気、その後全国の天気・気温を伝える。テーマソングはBUMP OF CHICKENの『ウェザーリポート』。『お台場夢大陸』開催期間中の一時期はAKB48の『ハロウィン・ナイト』を使用していた。
芸能マジかっ!?
2016年4月4日開始。視聴者が「マジかっ!?」と思う芸能界裏話を日替わりの“芸能通”（主にスポーツ紙記者やフジテレビ芸能デスクなど）が分かりやすく解説するコーナー。その日に扱うニュースの内容によっては第1部の14:20頃に放送したり第2部の15:20頃に放送した事も有ったが、リオ五輪直前の2016年7月末を以って終了。
カッツミーもなっとく!いま知りたいキーワード→カッツミーのピカッとNEWSボード
2015年6月1日に開始し、同年9月28日から現コーナー名にリニューアル。毎日6つの項目から、高橋が自由気ままに紹介する。また、リニューアル後は曜日パネラーも参加する。第2部の15:06頃に放送。2016年11月4日から"ヤッシーのピカッとNEWSボード"を高橋不在の期間限定のコーナーで開始し、セットはカッツミーのピカッとNEWSボードの物を使用した。
開始当初から2016年3月までは第1部の14:40頃に放送。2016年4月 - 2016年6月まではその日に扱うニュースの内容によって変更が度々有ったが、同年7月以降は15:08頃に固定された。 2017年4月3日から一時期は（時期不明）後座コーナーだった『お天気マニア』が第1部に移動になったため当コーナーの時間が5分程度拡大されて15:08頃 - 15:40頃に放送されていたが、後に『お天気マニア』が元の時間に戻ったため当コーナーの放送時間も元に戻る。2018年1月より不定期放送となり、平昌五輪直前の2018年2月7日の放送を最後に行われていない。
ミタのお天気マニア・空見てミタ
2018年10月2日開始。三田友梨佳が担当し、全国の天気・気温を伝える。寺川奈津美気象予報士が産前産後休業の為兼任。寺川が復帰の為、2019年2月1日を以って終了。2019年2月13日は、寺川がお休みの為、三田が兼任した。
芦原カイセツ（不定期）
2018年10月3日開始。芦原瑞文気象予報士が担当。台風・寒波・暴風雪などについて解説する。このコーナーのみ登場。ミタのお天気マニアには登場せず。2019年1月22日を最後に出演無し。

## ネット局
- 前番組『アゲるテレビ』と同様に、第2部はローカルセールス枠のため、フジテレビ以外の通常時○とする局でも編成の都合により臨時に×に変更[注 27]する場合がある一方、通常時×とする局でも非常事態等発生時や特別編成実施時を中心に臨時に○に変更する場合があった。
- ネット状況について
  - ○…フルネット
  - ×…非ネット
- ネット局では時刻表示を行っていたが、番組開始から2020年3月27日までは番組送出ではなく各局別の送出となっており[注 28]、同年3月30日からは全国送出（番組送出）に変更されていた。

2020年9月21日から9月25日（最終回時点）
| 放送対象地域   | 放送局                    | 系列                                         | ネット開始日    | 放送時間                        | 放送時間                        | 備考 |
| 放送対象地域   | 放送局                    | 系列                                         | ネット開始日    | 第1部 月曜 - 金曜 13:45 - 14:50 | 第2部 月曜 - 金曜 14:50 - 15:50 | 備考 |
| -------------- | ------------------------- | -------------------------------------------- | --------------- | ------------------------------- | ------------------------------- | --- |
| 関東広域圏     | フジテレビ（CX）          | フジテレビ系列                               | 2015年3月30日 - | ○                               | ○                               | 【制作局】 |
| 北海道         | 北海道文化放送（uhb）     | フジテレビ系列                               | 2015年3月30日 - | ○                               | ○                               | - 2018年1月5日から第2部を○に変更。 - 祝日編成や、『みんスポBASEBALL』（北海道日本ハムファイターズ戦中継）、8月第2金曜の女子ゴルフ『北海道Meijiカップ』初日、夕方のローカル情報番組『みんテレ』拡大版放送時は第2部を臨時に×に変更する場合があった。 - 番組開始から2017年12月28日までは第2部は×。 |
| 岩手県         | 岩手めんこいテレビ（mit） | フジテレビ系列                               | 2015年3月30日 - | ○                               | ○                               | |
| 宮城県         | 仙台放送（OX）            | フジテレビ系列                               | 2015年3月30日 - | ○                               | ○                               | - 2015年8月3日から第2部を○に変更。 - 番組開始から2015年7月31日までは第2部は×。 |
| 秋田県         | 秋田テレビ（AKT）         | フジテレビ系列                               | 2015年3月30日 - | ○                               | ○                               | - 2016年10月3日から第2部を再度○に変更。 - 第2部は番組開始から2016年4月1日までは○、2016年4月4日 - 9月30日までは×。 |
| 山形県         | さくらんぼテレビ（SAY）   | フジテレビ系列                               | 2015年3月30日 - | ○                               | ○                               | - 2016年10月3日から第2部を再度○に変更。 - 第2部は番組開始から2015年9月30日までは○、2015年10月1日 - 2016年9月30日までは×。 |
| 福島県         | 福島テレビ（FTV）         | フジテレビ系列                               | 2015年3月30日 - | ○                               | ○                               | - 2019年4月1日から全曜日で第2部を○に変更。 - 第2部は番組開始から2017年4月4日までは全曜日で×、2017年4月5日から2019年3月29日までは水曜 - 金曜のみ○。 - 一部祝日など15時台に『ウイニング競馬』（テレビ東京制作）の特別版を同時ネットする場合は第2部を臨時に×に変更していた。 |
| 新潟県         | NST新潟総合テレビ（NST）  | フジテレビ系列                               | 2015年3月30日 - | ○                               | ○                               | |
| 長野県         | 長野放送（NBS）           | フジテレビ系列                               | 2015年3月30日 - | ○                               | ○                               | - 2018年4月2日から第2部を再度○に変更。 - 第2部は番組開始から2017年3月31日までは○、2017年4月3日 - 2018年3月30日までは×。 |
| 静岡県         | テレビ静岡（SUT）         | フジテレビ系列                               | 2015年3月30日 - | ○                               | ○                               | - 2017年9月4日から第2部を○に変更。 - 番組開始から2017年9月1日までは第2部は×。 - 2020年7月3日から9月18日まで金曜のみ第2部は×。 |
| 石川県         | 石川テレビ（ITC）         | フジテレビ系列                               | 2015年3月30日 - | ○                               | ○                               | |
| 中京広域圏     | 東海テレビ（THK）         | フジテレビ系列                               | 2015年3月30日 - | ○                               | ○                               | - 『DRAGONS LIVE』（中日ドラゴンズ戦中継）、9月第3金曜の女子ゴルフ『マンシングウェアレディース東海クラシック』初日、10月第1木曜・金曜の男子ゴルフ『東海クラシック』初日・2日目、夕方のローカル報道番組『ニュースOne』拡大版（東海3県での重大ニュース・自然災害発生時等）放送時は第2部を臨時に×に変更する場合があった。 |
| 近畿広域圏     | 関西テレビ（KTV）         | フジテレビ系列                               | 2015年3月30日 - | ○                               | ○                               | - 2016年10月3日から第2部を○に変更。 - 一部祝日編成等で『プロ野球中継』（阪神タイガース戦中継、雨天中止時はネット復帰）、ドラマ再放送枠拡大版（年度によっては1月第2月曜〈成人の日〉に『難波金融伝･ミナミの帝王』を放送する場合あった）、夕方のローカル報道番組『報道ランナー』拡大版（近畿地方での重大ニュース・自然災害発生時等）放送時は第2部を臨時に×に変更する場合があった。 - 番組開始から2016年9月30日までは第2部は×。 |
| 島根県・鳥取県 | 山陰中央テレビ（TSK）     | フジテレビ系列                               | 2015年3月30日 - | ○                               | ○                               | - 2017年10月2日から第2部を○に変更。 - 番組開始から2017年9月29日までは第2部は×。 |
| 岡山県・香川県 | 岡山放送（OHK）           | フジテレビ系列                               | 2015年3月30日 - | ○                               | ○                               | |
| 広島県         | テレビ新広島（tss）       | フジテレビ系列                               | 2015年3月30日 - | ○                               | ○                               | - 『tss全力応援!Carp中継』（広島東洋カープ戦中継、雨天中止時はネット復帰）、夕方のローカル報道番組『TSSプライムニュース』または『全力応援 スポーツLOVERS』の緊急特番（何れもプロ野球・広島東洋カープ関連〈前者は広島県での重大ニュース・自然災害発生時も含む〉）放送時は第2部を臨時に×に変更する場合があった。 |
| 高知県         | 高知さんさんテレビ（KSS） | フジテレビ系列                               | 2015年3月30日 - | ○                               | ○                               | - 2017年1月5日から第2部を再度○に変更。 - 第2部は番組開始から2016年4月1日までは○、2016年4月4日 - 12月28日までは×。 |
| 福岡県         | テレビ西日本（TNC）       | フジテレビ系列                               | 2015年3月30日 - | ○                               | ○                               | - 2017年4月3日から第2部を再度○に変更。 - 一部祝日編成で『HAWKS Baseball LIVE』（福岡ソフトバンクホークス戦中継）放送時は第2部を臨時に×に変更する場合があった。 - 第2部は番組開始から2015年7月31日までは○、2015年8月3日 - 2017年3月31日までは×。 |
| 佐賀県         | サガテレビ（STS）         | フジテレビ系列                               | 2015年3月30日 - | ○                               | ○                               | - 2019年3月4日から第2部を○に変更。 - 番組開始から2019年3月1日までは第2部は×。 |
| 熊本県         | テレビ熊本（TKU）         | フジテレビ系列                               | 2015年3月30日 - | ○                               | ○                               | |
| 大分県         | テレビ大分（TOS）         | 日本テレビ系列 フジテレビ系列                | 2015年3月30日 - | ○                               | 月曜 - 水曜…○木曜・金曜…×       | - 2018年4月2日から月曜 - 水曜に限り第2部を○に変更。 - 毎年1月第2月曜（成人の日）の『全国高等学校サッカー選手権大会決勝戦』を放送する日は全編ネット返上（2018年を除く）していた。 - 番組開始から2018年3月30日までは第2部は×。 |
| 宮崎県         | テレビ宮崎（UMK）         | フジテレビ系列 日本テレビ系列 テレビ朝日系列 | 2015年3月30日 - | ○                               | 月曜…×火曜 - 金曜…○             | - 2018年10月2日から火曜 - 金曜のみ第2部を○に変更。 - 第2部は番組開始から2018年10月1日までは×。 |
| 富山県         | 富山テレビ（BBT）         | フジテレビ系列                               | 2015年3月30日 - | ○                               | ×                               | - 2016年以降に一部祝日編成等で第2部を臨時に○に変更する場合があった。 |
| 福井県         | 福井テレビ（FTB）         | フジテレビ系列                               | 2015年3月30日 - | ○                               | ×                               | - 第1部飛び降り後は、『中日新聞ニュース』（14:50 - 14:54）を放送していた。 |
| 愛媛県         | テレビ愛媛（EBC）         | フジテレビ系列                               | 2015年3月30日 - | ○                               | ×                               | - 2020年9月18日までの第2部は○であった。 |
| 長崎県         | テレビ長崎（KTN）         | フジテレビ系列                               | 2015年3月30日 - | ○                               | ×                               | |
| 鹿児島県       | 鹿児島テレビ（KTS）       | フジテレビ系列                               | 2015年3月30日 - | ○                               | ×                               | - 第1部飛び降り後は、自社制作番組『かごニュー』（14:50 - 15:20）を放送していた。 |
| 沖縄県         | 沖縄テレビ（OTV）         | フジテレビ系列                               | 2015年3月30日 - | ○                               | ×                               | - 毎年1月第2月曜（成人の日）の『全国高等学校サッカー選手権大会決勝戦』を放送する日は全編ネット返上（2018年を除く）していた。 |

### 放送時間の変遷
| 期間       | 期間       | 放送時間（日本時間）   | 放送時間（日本時間） |
| 期間       | 期間       | 月曜 - 金曜            |                      |
| ---------- | ---------- | ---------------------- | -------------------- |
| 2015.03.30 | 2016.04.01 | 13:55 - 15:50（115分） |                      |
| 2016.04.04 | 2018.06.08 | 13:45 - 15:50（125分） |                      |
| 2018.06.11 | 2018.07.13 | 13:50 - 15:50（120分） |                      |
| 2018.07.16 | 2020.09.25 | 13:45 - 15:50（125分） |                      |

## 重大ニュース・特番放送時の対応
毎年10月第2月曜日（体育の日）は、13:00頃 - 15:25に『出雲全日本大学選抜駅伝』中継を放送のため、全編休止となっていた。

### 『出雲駅伝』以外の事象による特別編成の事例
2015年
- 6月9日・24日：10:45 - 13:05に『2015 FIFA女子ワールドカップ』の日本戦中継を放送したことによる特別編成のため、第1部を10分繰り下げ・短縮（第2部は通常通り）。
- 9月10日：この日の昼過ぎに発生した関東北部の記録的豪雨による茨城県常総市の鬼怒川流域の大規模氾濫に関する報道のため、当時通常第2部を非ネットとしていた局の一部が第2部を臨時ネットした。
- 9月21日 - 23日：13:55から『2015ワールドカップバレー・男子』の日本戦中継を放送のため、全編休止。
- 12月28日 - 31日：年末特別編成のため、全編休止。

2016年
- 1月1日・4日：年始特別編成のため、全編休止。
- 3月11日：この日で東日本大震災の発生から5年となることから、宮城県女川町から全編にわたって生中継を実施。番組内容も全て震災関連の特集となった。この日は第2部を臨時に全国ネットとしたが、仙台放送は15:29から震災関連のローカル報道特番を放送のため15:29以降の部分をネット返上とした。
- 4月15日：前日夜に発生した平成28年熊本地震の前震に関する報道のため、第2部を臨時に全国ネットとした。
- 7月18日：11:45 - 16:50に『FNSうたの夏まつり2016〜海の日スペシャル〜・第1部』を放送のため、全編休止。
- 8月8日：当時の天皇陛下（現在の上皇さま）の「お気持ち」表明に関する報道のため、第2部を臨時に全国ネットとした。
- 12月16日：日露首脳会談に関する報道のため、第2部を臨時に全国ネットとした。
- 12月29日・30日：年末特別編成のため、全編休止。

2017年
- 1月2日 - 4日：年始特別編成のため、全編休止。
- 3月23日：森友学園問題を巡る国会での籠池泰典氏の証人喚問の生中継のため、第2部を臨時に全国ネットとした。
- 12月29日：年末特別編成のため、全編休止。

2018年
- 1月1日 - 4日：年始特別編成のため、全編休止。
- 1月8日：13:45 - 16:50に『ジャパネット杯　春の高校バレー2018・男女決勝』中継を放送のため、全編休止[注 33]。
- 2月9日：10:00 - 14:00に『平昌オリンピック2018 フィギュアスケート 団体予選 男子SP・ペアSP』中継を放送のため、第1部を15分繰り下げ・短縮（第2部は通常通り）。
- 2月12日：13:30 - 15:15に『平昌オリンピック2018 スノーボード女子ハーフパイプ予選』中継を放送のため、第1部を休止、第2部を25分繰り下げ・短縮。なお、当初はオリンピック中継が15:05終了予定だったため15:05開始を予定していた。また、この日はオリンピック中継延長対応のため、当時通常第2部を非ネットとしていた局の一部が第2部を臨時ネットした。
- 2月15日：13:45 - 16:50に『平昌オリンピック2018 カーリング・男子』の日本戦中継を放送のため、全編休止。
- 2月21日：9:30 - 15:00に『平昌オリンピック2018』中継を放送のため、第1部を休止、第2部を10分繰り下げ・短縮。なお、当初はオリンピック中継が14:50終了予定だったため14:50開始を予定していた。また、この日はオリンピック中継延長対応のため、当時通常第2部を非ネットとしていた局の一部が第2部を臨時ネットした。
- 7月6日：この日、オウム真理教の元代表・麻原彰晃（本名・松本智津夫）死刑囚らの死刑が執行されたことを受け、『金曜プレミアム』（19:57 - 21:55・一部地域は21:49飛び降り）枠で『緊急スペシャル 教祖麻原ら7人死刑執行 日本が震えたオウム事件の"真実"』を放送[注 34]。当番組のスタジオから生放送で行われ、安藤と『情報プレゼンター とくダネ!』の伊藤利尋（フジテレビアナウンサー）、かつて『スーパーニュース』で安藤と共演していた須田哲夫（元フジテレビアナウンサー）が出演した。
- 9月6日：この日の未明に発生した北海道胆振東部地震 に関する報道のため、当時通常第2部を非ネットとしていた局の一部が第2部を臨時ネットした。
- 12月31日：年末特別編成のため、全編休止。

2019年
- 1月1日 - 4日：年始特別編成のため、全編休止。
- 3月11日：この日で東日本大震災の発生から8年となることから、一部震災関連の特集を織り交ぜながら放送し、三田が被災地から中継リポートを行った。そのため、この日は第2部を臨時に全国ネットとした。
- 10月22日：天皇陛下の「即位礼正殿の儀」に関する報道のため、11:55 - 16:50に当番組と『バイキング』、『Live News it!』の3番組合同による特別番組『バイキング×グッディ!×FNN Live News 即位の礼SP』を放送。13:50頃 - 15:50に当番組のフォーマットが踏襲された。
- 12月30日・31日：年末特別編成のため、全編休止。

2020年
- 1月1日 - 3日：年始特別編成のため、全編休止。
- 9月14日：自民党総裁選挙関連報道のため、第2部を臨時に全国ネットとした。

## スタッフ
- ナレーター：森一丁、よのひかり、仮屋昌伸
- 技術：fmt、共同テレビ
- 編集：テレモーション・マックス
- 音響効果：第一音響
- 美術プロデューサー：古川重人（フジテレビ）
- デザイン：安部彩（フジテレビ）
- アートコーディネーター：石田博己
- 大道具：毛利彰
- アクリル装飾：谷口航平
- 装飾：門間誠
- CGディレクター：佐藤康夫（フジテレビ）
- CGデザイナー：千代祥子（フジテレビ）
- プログラムディレクター：武藤嘉仁（フジテレビ）
- 総合演出：加藤正臣（フジテレビ）、尾形征輝（共同テレビ）
- プロデューサー：岡崎寛行・臼田玄明（以上フジテレビ）、吉川和仁（バンエイト）、笹谷隆司（FCC）
- チーフプロデューサー：大林潤（フジテレビ）[42]
- 取材協力：FNN
- 制作協力：共同テレビ、FCC、バンエイト
- 制作：フジテレビ情報制作センター
- 制作著作：フジテレビ

### 過去のスタッフ
- 制作総指揮：堤康一（NEXTEP）
- ナレーター：平井誠一・新井里美（特集コーナー）
- 演出：荒木勲（フジテレビ）
- プロデューサー：大貫伊都子（フジテレビ）
- チーフプロデューサー：内ヶ崎秀行（フジテレビ）

## 問題とされた放送内容
- 2017年12月6日に放送された、元横綱日馬富士による暴行問題を取り上げた際、貴乃花親方の支援者を名乗る匿名の男性の証言をもとに、相撲協会が暴行問題への対応を意図的に遅らせたかのように報じた。この内容に関し、相撲協会および貴乃花親方への裏付け取材がなかったとして、相撲協会はフジテレビに速やかな謝罪と訂正を求めた。フジテレビ企業広報室は「日本相撲協会からの書面を受け取っていないので、現段階ではコメントできない」としている[43]。
- 2018年4月5日に放送された、ビートたけしの事務所独立問題を取り上げた際、オフィス北野の社員と称する男性のインタビューを放送したが、無関係の人物だったとして翌6日の放送で謝罪した[44]。